# Liste der Kulturdenkmäler in Hamburg-Francop
Die Liste der Kulturdenkmäler in Hamburg-Francop enthält die in der Denkmalliste ausgewiesenen Denkmäler auf dem Gebiet des Stadtteils Francop der Freien und Hansestadt Hamburg.
Basis ist der Datensatz Denkmalliste Hamburg auf dem Transparenzportal Hamburg. Dieser enthält alle Objekte, die rechtskräftig nach dem Hamburger Denkmalschutzgesetz vom 5. April 2013 unter Denkmalschutz stehen (§ 6 Abs. 1 DSchG HA) oder zumindest zeitweise standen. Die Denkmalliste steht auch als PDF-Dokument zur Verfügung. Alle Denkmäler in Francop, die schon nach dem Denkmalschutzgesetz vom 3. Dezember 1973, zuletzt geändert am 27. November 2007, unter Denkmalschutz standen, sind auch auf der Liste der Kulturdenkmäler im Hamburger Bezirk Harburg zu finden.

## Legende
- ID: Gibt die vom Denkmalschutzamt Hamburg vergebene Objekt-ID (Identifikationsnummer) des Kulturdenkmals an, (in Klammern gegebenenfalls die Denkmalnummer nach altem Denkmalschutzgesetz).
- Adresse: Nennt den Straßennamen und, wenn vorhanden, die Hausnummer des Kulturdenkmals. Die Grundsortierung der Liste erfolgt nach dieser Adresse.
- Art: Zeigt an, ob es ein Objekt („O“) oder ein Ensemble („E“) ist.
- Datierung: Gibt die Datierung an; das Jahr der Fertigstellung bzw. den Zeitraum der Errichtung.
- Ensemble: Gibt die Nummer des Ensembles an, zu der das Objekt gehört, bzw. bei Ensembles die Nummer des Ensembles selbst.

Hinweis: Die Grundsortierung der Liste erfolgt nach der Adresse und ist alternativ nach ID, Art (Objekt oder Ensemble), Typ, Datierung, Entwurf oder Kurzbeschreibung sortierbar.

| ID                     | Adresse | Art | Typ                                                               | Kurzbeschreibung | Datierung                                         | Entwurf             | Ensemble | Bild           |
| ---------------------- | --- | --- | ----------------------------------------------------------------- | --- | ------------------------------------------------- | ------------------- | -------- | -------------- |
| 31243                  | Achtern Brack o. Nr., Hasselwerder Straße 40, o. Nr., auf Höhe von Nr. 4, Hohenwischer Straße o. Nr., Neuenfelder Fährdeich o. Nr., Rosengarten o. Nr., o. Nr., Vierzigstücken o. Nr. (Lage) | E   |                                                                   | Ringdeich Rosengarten Neuenfelde / Deich der III. Meile des Altes Landes (Deichabschnitte) sowie ehemalige Mühle Hasselwerder Straße 40 |                                                   |                     | 31243    | BW             |
| 28477 (1041, 571, 575) | Achtern Brack o. Nr. (Lage) | O   | Deich                                                             | Deich der III. Meile des Alten Landes (Deichabschnitt beim Huckerbrack neben Vierzigstücken und Hohenwischer Straße)                    | 1460, nach (Wiedereindeichung)                    |                     | 31243    | BW             |
| 28478                  | Hohenwischer Straße 15 (Lage) | O   | Wohngebäude                                                       | | 1895, um                                          | o. A.               |          |                |
| 29883                  | Hohenwischer Straße 39 (Lage) | O   | Wohnwirtschaftsgebäude; Verkehrsfläche (zwischen Haus und Straße) | Hohenwischer Straße 39, Wohnwirtschaftsgebäude mit Freifläche zwischen Straße und Haus                                                  | 1788; 1858 (Umbau)                                | o. A.               |          |                |
| 28484                  | Hohenwischer Straße 155 (Lage) | O   | Wohnwirtschaftsgebäude                                            | | 1930                                              | Eitzen, Wilhelm von |          | BW             |
| 28483                  | Hohenwischer Straße 209 (Lage) | O   | Schulgebäude                                                      | Ehemalige Schule Francop, schulische Nutzung endete 1970                                                                                | 1871–73                                           | Eitzen, Peter von   |          | weitere Bilder |
| 28482 (771)            | Hohenwischer Straße 215 (Lage) | O   | Wohnwirtschaftsgebäude                                            | | 17. Jh., ca. (Innengerüst);1895, um (Außenmauern) | o. A.               |          | BW             |
| 29884                  | Hohenwischer Straße 247 (Lage) | O   | Hofanlage (Wohnwirtschaftsgebäude; Wirtschaftsgebäude)            | Hohenwischer Straße 247, Hofanlage aus Wohnwirtschaftsgebäude mit vorgebautem Wohnteil und zwei Nebengebäuden                           | 18. Jh., vermutl.; 1870, um                       | o. A.               |          | BW             |
| 28481                  | Hohenwischer Straße 253 (Lage) | O   | Wohnwirtschaftsgebäude                                            | | 1942                                              | Eitzen, Wilhelm von |          | BW             |
| 28480 (361)            | Hohenwischer Straße 277 (Lage) | O   | Wohnwirtschaftsgebäude                                            | | 18. Jh., 2. Hälfte                                | o. A.               |          |                |
| 28479                  | Hohenwischer Straße In der Nähe Hohenwischer Straße 105, am Gutsbrack (Lage) | O   | Kriegerdenkmal (Kriegerdenkmal 1914/18 und 1939/45)               | | o. A.                                             | o. A.               |          |                |
| 28511 (1041, 571, 575) | Hohenwischer Straße o. Nr. (Lage) | O   | Deich (Hauptdeich)                                                | Deich der III. Meile des Altes Landes (Deichabschnitt Hohenwischer Straße)                                                              | 1460, nach (Wiedereindeichung)                    |                     | 31243    | BW             |
| 11767                  | Hohenwischer Straße o. Nr. (Lage) | O   | Kriegerdenkmal (Kriegerdenkmal 1914/18 und 1939/45)               | | 20. Jh., 1. Hälfte                                | o. A.               |          |                |